# Sozialistische Arbeiterinternationale
Die Sozialistische Arbeiterinternationale (historische Schreibweise Sozialistische Arbeiter-Internationale, SAI, offiziell auch engl. Labour and Socialist International und frz. Internationale ouvrière socialiste) war die internationale Organisation der sozialistischen und sozialdemokratischen Parteien zwischen den Weltkriegen. Sie ging im Mai 1923 aus dem Zusammenschluss der reformistischen Londoner Internationale und der zentristischen Internationalen Arbeitsgemeinschaft Sozialistischer Parteien hervor. Sitz der SAI war zunächst London, ab 1925 Zürich und von 1935 bis 1940 Brüssel.
Vorsitzende der SAI-Exekutive waren nacheinander Arthur Henderson (1923/24 und 1925–1929), Concemore Thomas Cramp (1924/25), Émile Vandervelde (1929–1935), Louis de Brouckère (1935–1939), Johan Willem Albarda (1939) und Camille Huysmans (1940). Der für die politische und organisatorische Arbeit der SAI verantwortliche Sekretär war von 1923 bis 1940 Friedrich Adler (bis 1925 zusammen mit Tom Shaw). Eng verbunden war die SAI mit dem Internationalen Gewerkschaftsbund (IGB) und der Sozialistischen Jugend-Internationale (SJI).
Die einflussreichsten Parteien der SAI waren die britische Labour Party und – bis 1933 – die deutsche SPD, die auch die reformistische Ausrichtung der Organisation maßgeblich beeinflussten. Die SAI bezog sich in ihren Leitsätzen grundsätzlich positiv auf die liberal-parlamentarische Ordnung und stellte den Kampf um den „demokratischen Staat“ in den Mittelpunkt ihrer Programmatik. Die meisten Mitgliedsparteien übernahmen im Laufe der 1920er Jahre zudem das von Rudolf Hilferding entwickelte theoretische Konzept des „organisierten Kapitalismus“. Auf dem Höhepunkt ihres Masseneinflusses im Jahr 1928 waren der SAI 45 Parteien mit 6,6 Millionen Mitgliedern angeschlossen.
Die Zerschlagung der deutschen und der österreichischen Arbeiterbewegung 1933/34 verschärfte die Auseinandersetzungen in der SAI, deren Selbstverständnis durch die politischen und ökonomischen Verwerfungen nach dem Einsetzen der Weltwirtschaftskrise ohnehin schwer erschüttert worden war. Der schon in den 1920er Jahren beginnende Siegeszug konservativ-autoritärer bzw. faschistischer Regime in Europa hatte die ausschließliche Festlegung auf parlamentarisch-legale Formen der politischen Arbeit bereits vor 1933 infrage gestellt. Die Zahl der illegalen Mitgliedsparteien nahm ständig zu. Vor diesem Hintergrund rückte das Verhältnis zu den kommunistischen Parteien bzw. zur Kommunistischen Internationale, die der SAI zwischen 1933 und 1939 wiederholt eine begrenzte Kooperation anbot, mehrfach in den Mittelpunkt der Debatte. Während das von der Labour Party und den Parteien der skandinavischen Länder geführte Lager jegliche Zusammenarbeit mit Kommunisten und illegale Kampfformen strikt ablehnte, sprachen sich vor allem die französischen, italienischen, spanischen und österreichischen Sozialisten für eine revolutionär-sozialistische Neuausrichtung der zum „Büro zum Registrieren von Sterbefällen“ (Pietro Nenni) herabgesunkenen SAI aus. Diese Gruppe konnte sich bei den Auseinandersetzungen, die im Sommer 1937 ihren Höhepunkt erreichten und die SAI mehrfach an den Rand der Spaltung brachten, jedoch nicht durchsetzen.
Neben den beiden Hauptströmungen traten nach 1930 in einigen Mitgliedsparteien Gruppen auf, die – wie die französischen „Neosozialisten“ um Pierre Renaudel und Marcel Déat, der von Hendrik de Man geführte Flügel der belgischen POB und die Jaksch-Franzel-Gruppe in der DSAP – versuchten, eine nach rechts anschlussfähige Politik zu entwickeln.
Die internen Auseinandersetzungen um politische und theoretische Grundfragen nach dem Münchner Abkommen leiteten die Phase der offenen Desintegration der SAI ein. Die tschechoslowakische Mitgliedspartei trat aus Protest aus der SAI aus, die Labour Party war zusammen mit den Parteien Belgiens, der Niederlande und Skandinaviens bemüht, alle Bezüge zum marxistischen Sozialismus aus der Programmatik der SAI zu entfernen und verbindliche internationale Absprachen für den Fall des als unabwendbar angesehenen Krieges zu verhindern. Diese Parteien versuchten 1939, die SAI durch Veränderungen des Organisationsstatuts und die Entmachtung Friedrich Adlers vollständig unter Kontrolle zu bringen und zu einem reinen Informationsbüro umzubauen. Nach Beginn des Zweiten Weltkrieges trat die SAI nicht mehr in Erscheinung. Die verbliebenen organisatorischen Strukturen zerfielen im Mai 1940 im Zuge des deutschen Westfeldzuges.
Die 1951 in Frankfurt am Main gegründete Sozialistische Internationale versteht sich als Nachfolgeorganisation der SAI.

## Entwicklung

### Vorgeschichte

#### Londoner Internationale und IASP
Schon in der Schlussphase des Ersten Weltkrieges hatten erste – wie die im Sommer 1917 in Stockholm geplante Zusammenkunft allerdings durchweg gescheiterte – Versuche stattgefunden, die 1914 abgerissenen Kontakte zwischen den Führungen der sozialistischen und sozialdemokratischen Parteien wieder anzuknüpfen. Nach dem Zusammenbruch der II. Internationale bei Kriegsbeginn waren zunächst nur oppositionelle Minderheiten der einzelnen Parteien darum bemüht gewesen, ein neues internationales Forum zu schaffen (Konferenzen in Zimmerwald (September 1915), Kienthal (April 1916) und Stockholm (September 1917)). Am Ende des Krieges war nicht nur die Internationale zerfallen, sondern auch die Spaltung der Arbeiterbewegung in eine reformistische, eine zentristische und eine kommunistische Richtung weitgehend abgeschlossen, organisatorisch aber in vielen Ländern noch nicht gefestigt.
Vom 3.–10. Februar 1919 tagte im Berner Volkshaus erstmals wieder eine internationale sozialistische Konferenz. Während jene Parteien, die von reformistischen Führungsgruppen kontrolliert wurden, die Konferenz begrüßten und in der Regel Delegierte entsandten, hatten mehrere zentristische Parteien eine Teilnahme abgelehnt, darunter die sozialistischen Parteien Italiens, Serbiens und der Schweiz. Aus Deutschland waren Vertreter der SPD und der USPD angereist. Im Mittelpunkt der Berner Konferenz standen die Pariser Friedenskonferenz, die russische Revolution und der damit zusammenhängende Tagesordnungspunkt „Demokratie und Diktatur“. Karl Kautsky, der zu diesem Zeitpunkt noch Mitglied der USPD war, profilierte sich als Hauptsprecher der reformistischen Konferenzmehrheit, während der österreichische Sozialist Friedrich Adler als Wortführer der zentristischen Minorität auftrat. Kautsky verfasste die von der Konferenz verabschiedete Resolution zum Völkerbund und beeinflusste maßgeblich den von Hjalmar Branting vorgelegten Resolutionsentwurf zum Thema „Demokratie und Diktatur“, in dem erstmals vor einem internationalen sozialistischen Forum eine faktische Absage an die sozialistische Revolution und ein Bekenntnis zur liberal-parlamentarischen Ordnung ausgesprochen wurde. Diese Position war auf der Konferenz allerdings noch heftig umstritten. So wandten sich nicht nur zentristische Delegierte, sondern auch ausgesprochene Reformisten wie der Niederländer Pieter Jelles Troelstra dagegen, „jetzt die Ideologie der bürgerlichen Demokratie zur Ideologie der Arbeiterklasse [zu] erheben.“ Die Tagungsleitung verzichtete nach zweitägiger Debatte auf eine Abstimmung zu diesem Tagesordnungspunkt. Da der Verlauf der Konferenz deutlich gemacht hatte, dass sich die Mehrheit der zentristischen Parteien nicht an einer sofortigen Neukonstituierung der Internationale beteiligen würde, unterblieb diese. Die Delegierten beriefen allerdings eine ständige Kommission, die von Branting, Arthur Henderson und Camille Huysmans geleitet wurde (die sog. „Berner Internationale“).
Als diese Kommission vom 26.–29. April 1919 in Amsterdam zusammentrat, hatte sich der Graben zwischen dem reformistischen und dem zentristischen Lager weiter vertieft. Mehrere Parteien, die noch Delegierte nach Bern entsandt hatten, lehnten eine Teilnahme an der Amsterdamer Beratung ab, darunter die Finnlands, Österreichs, Norwegens, Spaniens und der Tschechoslowakei. Bei der folgenden Konferenz in Luzern (2.–9. August 1919) grenzten sich auch die noch teilnehmenden zentristischen Parteien durch Vorlage eigener Resolutionsentwürfe von der reformistischen Delegiertenmehrheit ab, die ihrerseits für den Februar 1920 einen Kongress nach Genf einberief, der die Neugründung der Internationale vollziehen sollte.
Ende 1919 und Anfang 1920 entschieden sich jedoch mehrere wichtige Parteien für die Aufnahme von Beitrittsverhandlungen mit der Anfang März 1919 gegründeten Kommunistischen Internationale (KI), darunter die USPD, die SFIO und die Independent Labour Party. Deshalb verschob die „Berner Internationale“, zu der sich in dieser Phase neben der SPD, der Labour Party sowie den dänischen, schwedischen, niederländischen und belgischen Sozialisten nur noch einige bedeutungslose osteuropäische Parteien bekannten, den geplanten Kongress im Dezember 1919 auf den Juli 1920. Die 118 Delegierten des Genfer Kongresses (31. Juli – 5. August 1920) beschlossen die Bildung einer neuen Internationale und billigten deren schon in Luzern diskutierte Statuten. Diese „Londoner Internationale“ (als Sitz der Organisation wurde London gewählt) betrachtete sich als legitime Nachfolgeorganisation bzw. Fortsetzung der II. Internationale und lud die in Genf nicht anwesenden zentristischen Parteien ausdrücklich zur Mitarbeit ein.
Die zentristischen Parteien, von denen viele zwischen 1919 und 1921 einen häufig dramatischen Spaltungsprozess durchliefen, schufen sich mit der im Februar 1921 in Wien gegründeten Internationalen Arbeitsgemeinschaft Sozialistischer Parteien (IASP) allerdings zunächst eine eigenständige internationale Organisation. Die IASP schloss eine organisatorische Annäherung an die Londoner Internationale, in der sie einen Zusammenschluss des „rein reformistischen und nationalistischen Flügels der internationalen Arbeiterbewegung“ sah, zunächst aus. Sie erkannte das leninistische Parteikonzept und die Diktatur des Proletariats unter bestimmten Bedingungen an, wandte sich aber gegen die „schablonenhafte Nachahmung der Methoden der russischen Bauern- und Arbeiterrevolution“ in Mittel- und Westeuropa. Vor allem aber wies sie die kategorische Forderung der Kommunistischen Internationale, den Bruch mit dem „rechtsopportunistischen“ Flügel der Arbeiterbewegung unwiderruflich zu vollziehen, zurück und erklärte umgekehrt die Schaffung einer neuen „Internationale als eine Gemeinschaft von Gleichen“ (Friedrich Adler) zu ihrer Hauptaufgabe.

#### Berliner Konferenz der drei Exekutiven
Das Büro der IASP griff am 15. Januar 1922 einen Aufruf der KPD auf, den diese am 23. Dezember 1921 veröffentlicht hatte. Darin hatte sie die KI aufgefordert, Schritte zur Vorbereitung eines internationalen Kongresses zu unternehmen, zu dem Vertreter ausnahmslos aller politischen und gewerkschaftlichen Arbeiterorganisationen zugelassen werden sollten. Nun schlug die IASP ihrerseits der Londoner Internationale und der KI eine gemeinsame Beratung der Exekutiven aller drei Internationalen vor. Das Exekutivkomitee der Kommunistischen Internationale (EKKI) nahm die Einladung Anfang März 1922 an. Auch die Londoner Internationale, die den Vorschlag mit Rücksicht auf die von ihr gewünschte Wiedereingliederung der der IASP angeschlossenen Parteien nicht einfach ablehnen konnte, sagte ihre Teilnahme zu.
Die „Konferenz der drei Exekutiven“, die erste (und letzte) gemeinsame Beratung aller Richtungen der internationalen Arbeiterbewegung seit dem Basler Kongress 1912, tagte vom 2. bis zum 5. April 1922 im Berliner Reichstagsgebäude. Am ersten Tag sprach sich Clara Zetkin im Namen der KI für die gemeinsame Vorbereitung des von der KPD vorgeschlagenen (und von der IASP unterstützten) Arbeiterweltkongresses aus. Nach Zetkin sprach Émile Vandervelde für die Londoner Internationale. Ohne auf Zetkins Rede einzugehen, forderte er die Einstellung der kommunistischen Betätigung in den Gewerkschaften, die Anerkennung der Unabhängigkeit der Ukraine, Armeniens und Georgiens durch Sowjetrussland sowie die Zulassung von Beobachtern der Londoner Internationale zu einem Prozess gegen 47 Sozialrevolutionäre in Moskau. Daraufhin kam es zu Tumulten, die zur Unterbrechung der Beratungen führten. Die Sprecher der IASP – Friedrich Adler, Jean Longuet und Otto Bauer – warnten die Vertreter der Londoner Internationale in einer gesonderten Unterredung davor, die Konferenz durch Provokationen zum Scheitern zu bringen; dies nütze nur den Kommunisten, da der „Wunsch nach Einigkeit unter den Arbeitern“ zu stark sei. Am 5. April unterzeichnete deshalb auch die Londoner Internationale eine „Gemeinsame Erklärung“, mit der die drei Internationalen das zuvor gebildete „Neunerkomitee“ beauftragten, den Weltkongress und weitere Beratungen der Exekutiven vorzubereiten. Aus diesem Komitee zogen sich die Vertreter der KI am 23. Mai 1922 zurück, nachdem sich Ramsay MacDonald im Namen der Londoner Internationale eindeutig gegen einen solchen Kongress ausgesprochen hatte. Damit war der letzte Versuch, eine „Kristallisierung der Spaltung“ zu verhindern und eine organisatorische Abstimmung bzw. Einigung der Arbeiterbewegung auf internationaler Ebene herbeizuführen, gescheitert.

### Gründung der SAI 1923
Nachdem die Vermittlungsversuche gescheitert waren, wurde die Sozialistische Arbeiterinternationale am Sozialistenkongress in Hamburg gegründet, der am 21. Mai 1923 begann.

### Konsolidierung der SAI 1923–1927
Die Internationale entwickelte sich positiv und erlebte ihren Höhepunkt beim Sozialistenkongress 1931 im sozialistisch dominierten Wien. An diesem Kongress nahmen 753 Delegierte aus 36 Ländern teil.

### SAI auf dem Höhepunkt ihrer Entwicklung 1928–1931
Diesem Höhepunkt folgte allerdings ein ständiger Niedergang, der von Hitlers Machtübernahme eingeleitet wurde.

### SAI und die Errichtung des NS-Regimes
1933 sah sich die SPD, die neben der Labour Party einflussreichste Mitgliedspartei der SAI, mit einem Regime konfrontiert, das mit der sozialistischen Arbeiterbewegung insgesamt auch die organisatorische Existenz der Partei selbst infrage stellte. Der kontroverse Umgang mit dieser Gefahr und die Auseinandersetzungen um die aus dem Untergang der deutschen Arbeiterbewegung zu ziehenden Konsequenzen beherrschten 1933 alle Diskussionen in den Führungsgremien der SAI. Friedrich Adler, der sich schon im Oktober 1932 dafür ausgesprochen hatte, die programmatischen Leitsätze der 1923 aufgelösten IASP wiederzubeleben und in der SAI zum „Gemeingut“ zu machen, sah „alle Probleme der Arbeiterbewegung (...) durch den Sieg des Faschismus in Deutschland neu gestellt.“ Durch die „Kapitulation der deutschen Sozialdemokratie vor dem Faschismus“ traten die Meinungsverschiedenheiten in Grundsatzfragen, die sich in den Jahren zuvor in Konturen abgezeichnet hatten, erstmals ganz offen zutage und rissen bald „eine so tiefe Kluft auf, dass die Spaltung der SAI drohte.“
Die SPD gehörte zu den SAI-Parteien, die sich vor 1933 vorbehaltlos zur Mitarbeit im parlamentarischen System bekannt und gleichzeitig entschieden antikommunistisch profiliert hatten. Die passive Tolerierung der Notverordnungspolitik Brünings und den Verzicht auf jeglichen Widerstand gegen die Absetzung der preußischen Regierung am 20. Juli 1932 hatte die Parteiführung gegen Kritik aus anderen SAI-Parteien verteidigt und vereinzelte Anregungen, zur Abwehr der Bedrohung von rechts eine Verständigung mit der KPD zu suchen, zurückgewiesen. Noch im Dezember 1932 hatte der SPD-Vorsitzende Otto Wels verlangt, das von Adler vorgeschlagene Thema „Der Weg zur Einheit der Arbeiterklasse“ aus der Tagesordnung einer in Berlin stattfindenden Sitzung des SAI-Büros zu streichen. Am 30. Januar 1933, dem Tag der nationalsozialistischen Machtübernahme, lehnte es der SPD-Vorstand ab, sich dem Generalstreikaufruf der KPD, den diese neben der SPD auch an den ADGB, den AfA-Bund und die christlichen Gewerkschaften gerichtet hatte, anzuschließen und betonte in einer Erklärung, den Kampf gegen die Hitler-Regierung ausschließlich „auf dem Boden der Verfassung“ führen zu wollen. Die vor allem bei den zum Handeln bereiten Anhängern der SPD verbreiteten Gerüchte, führende Sozialdemokraten würden mit KPD-Vertretern über gemeinsame Aktionen verhandeln, ließ die Parteiführung sofort dementieren.
Der Aufruf „An die Arbeiter der ganzen Welt“, den das von der Gruppe um Adler dominierte SAI-Büro unter dem Eindruck der Machtübergabe an die NSDAP am 19. Februar 1933 veröffentlichte, kritisierte diese Linie indirekt. Darin forderte die SAI die „einheitliche Aktion der gesamten Arbeiterklasse auf Grund ehrlicher und offener Verständigung“; der „Bruderkrieg“ sei der „stärkste Bundesgenosse des Faschismus“, es sei Zeit, „die gegenseitigen Angriffe einzustellen“. Genau dies bot die KI in ihrer Reaktion am 5. März für den Fall gemeinsamer Aktionen an. Die SAI begrüßte diese Erklärung, empfahl ihren Mitgliedsparteien am 19. März aber gleichzeitig, vor einer direkten Verständigung zwischen den beiden Internationalen keine Absprachen mit kommunistischen Parteien zu treffen.
Der SPD-Vorsitzende Wels war indes mit Rücksicht auf den Legalitätskurs seiner Partei nicht bereit, die Aufrufe vom 19. Februar und vom 19. März („Nieder mit dem Faschismus. Hoch die internationale Solidarität!“) zu akzeptieren. Er schickte nach einer Unterredung führender Sozialdemokraten mit Hermann Göring in der letzten Märzwoche Abgesandte in mehrere europäische Länder und reiste selbst in die Schweiz, um dort „mäßigend“ auf die SAI-Führung und die sozialdemokratische Presse einzuwirken. Das Büro der SAI lehnte es in einer scharfen Erklärung am 27. März allerdings ab, die Presse der Mitgliedsparteien „der Zensur der Herren Hitler und Göring zu unterwerfen.“ Wels trat daraufhin am 30. März demonstrativ aus dem Büro aus und verwahrte sich gleichzeitig in einem Schreiben „auf das schärfste gegen jede wie immer geartete Kundgebung in der Frage der Einheitsfront mit den Kommunisten.“ Nach der Gründung der nationalsozialistischen Deutschen Arbeitsfront am 10. Mai 1933 stimmten am 17. Mai 65 Reichstagsabgeordnete der SPD für die außenpolitische Regierungserklärung Hitlers. Tags darauf verurteilte eine Resolution der Internationale das Verhalten der Fraktion als mit den politischen Grundsätzen der SAI unvereinbar, Adler bezeichnete die „Anpassungsversuche in Deutschland“ am 10. Juni öffentlich als „Wahnsinnstaktik“.
Wels, der inzwischen emigriert war und den Kurs der in Berlin verbliebenen Vorstandsmitglieder missbilligte, widerrief am 18. Mai seinen Austritt aus dem SAI-Büro. Der kämpferische Aufruf der Wels-Gruppe vom 18. Juni („Zerbrecht die Ketten!“) trug ebenso wie das Verbot der SPD vier Tage später dazu bei, dass kein vollständiger Bruch zwischen der SAI und der SPD erfolgte. Wels gab im August vor dem Pariser Kongress der SAI (21.–25. August 1933) eine Stellungnahme ab, in der er – ohne auf die Konflikte mit der SAI nach dem 30. Januar 1933 einzugehen – die Tolerierungspolitik gegenüber Brüning als schwerwiegenden Fehler bezeichnete, die Gesamtpolitik der SPD aber als „getrieben durch den Zwang der Verhältnisse“ rechtfertigte. Die Schuld an der „deutschen Katastrophe“ gab er letztlich dem Versailler Vertrag und der KPD. Obwohl die reformistische Delegiertenmehrheit diese Erklärung im Kern akzeptierte und Wels lediglich eine „Paralyse des Willens“ am 20. Juli 1932 und am 30. Januar 1933 vorwarf, waren die deutschen Sozialdemokraten in den Gremien der SAI durch die Ereignisse im Frühjahr 1933 „politisch und moralisch in einem solchen Maße diskreditiert“, dass sie in den Grundsatzdebatten der folgenden Jahre kaum noch mit eigenständigen Beiträgen hervorzutreten vermochten. Auch bei den der SPD nahestehenden Parteien war nach dem 30. Januar 1933 der Eindruck entstanden, dass die Partei unter veränderten Vorzeichen zur „Politik des August 1914“ zurückgekehrt war.
Der Ausfall der SPD führte allerdings nicht zu einer Schwächung des reformistischen Flügels der SAI, da die finanz- und mitgliederstarken Parteien Skandinaviens diese Lücke zusammen mit der Labour Party zu füllen vermochten und im Februar 1934 zudem die politisch und organisatorisch bedeutendste zentristische Partei, die österreichische SDAP, vom Dollfuß-Regime zerschlagen wurde.

### Richtungskämpfe in der SAI 1933–1937
Unter dem Einfluss von Friedrich Adler lehnte die Internationale alle Versuche, das Sowjetsystem zu beseitigen oder zu destabilisieren, in der Befürchtung ab, dass ein nichtsozialistisches, repressives System in Russland noch nachteiliger für die Entwicklung des internationalen Sozialismus sei als der Sowjetkommunismus. Im Gegenzug machte Adler aus der Ablehnung der undemokratischen Machtstrukturen und dem nicht akzeptablem Umgang mit den Menschenrechten keinen Hehl und trat allen Versuchen energisch entgegen, diesem System Vorbildcharakter zu verleihen.

### Zerfall der SAI 1938–1940
1940 kam mit der deutschen Besetzung Frankreichs ein Ende.

## Organisation
Die Sozialistische Arbeiterinternationale hatte eine überaus schlanke Struktur. Das Sekretariat wurde 1926 von London nach Zürich und 1935 nach Brüssel verlegt. Erst in Zürich war Geld für die Einrichtung eines wenige Schreibkräfte umfassenden Sekretariats vorhanden. In London waren als Sekretäre Tom Shaw und Friedrich Adler gemeinsam tätig, noch in London übernahm Friedrich Adler diese Funktion allein. Als Vorsitzende der Internationale fungierten Arthur Henderson, Émile Vandervelde und Louis de Brouckère. Da es sich beim Vorsitzenden der Internationale um eine ehrenamtliche Funktion handelte, lastete die Arbeit in hohem Grade auf dem Sekretär. Er hatte Kongresse vorzubereiten, unzählige Kommissionssitzungen vorzubereiten und zu leiten, Vortragende auszuwählen, die umfangreiche Korrespondenz zu führen und war überdies für die Finanzen verantwortlich. Den Kurs der Internationale konnte er mit seinen Memoranden, mit denen Themen angesprochen und definiert wurden mitbestimmen.

## Übersicht der Mitgliedsparteien
| Land                            | Partei                                                                            | Mitgliedschaft in der SAI | letzte bekannte Mitgliederzahl                                                                  | Ausrichtung der Partei | Mitglieder in der Exekutive der SAI |
| ------------------------------- | --------------------------------------------------------------------------------- | --- | ----------------------------------------------------------------------------------------------- | --- | --- |
| Argentinien                     | Sozialistische Partei                                                             | 1924–1940 | 23.779 (1934)                                                                                   | reformistisch | Menéndez Etchegoin (März 1925–August 1927), Bernardo B. Delom (August 1928–Februar 1934), Dino Rondani (Februar 1934–1940) |
| Armenien                        | Armenische Revolutionäre Föderation (Daschnakzutjun)                              | 1923–1940 (antikommunistische Emigrantengruppe mit Sitz in Paris, von der SAI als Partei anerkannt)                                                                                    |                                                                                                 | reformistisch, nationalistisch, extrem antikommunistisch                                                                                                   | Mikayel Varandjan (Mai 1923–März 1925, bis Juni 1924 im Wechsel mit Shlomo Kaplansky (Poale Zion, Palästina), Juli 1933–April 1934), Archak Izachakjan (März 1925–Juli 1933), Setrak Sassuni (April 1934–Dezember 1936), Vahan Champarzumjan (Dezember 1936–1939), Hrand Samueljan (1939/40) |
| Belgien                         | Belgische Arbeiterpartei                                                          | 1923–1940 | 559.000 (1931)                                                                                  | reformistisch, zentristische Minderheit | Louis de Brouckère (Mai 1923–Mai 1939), Émile Vandervelde (Mai 1923–Juni 1925, November 1927–März 1935, Februar 1937–Dezember 1938), Joseph Van Roosbroeck (Juni 1927–1940, ab November 1927 Kassierer der SAI), Camille Huysmans (August 1931–1940), Désiré Bouchery (März 1935–Juni 1936), Arthur Wauters (August 1935–Februar 1937), Jean Delvigne (Juni 1936–1937), Max Buset (1937–1940), Achille Delattre (1938–1940)                                                                              |
| Britisch-Guayana                | British Guiana Labour Union bzw. Labour Union of British Guiana                   | 1924–1940 | 417 (1936)                                                                                      | reformistisch | |
| Bulgarien                       | Bulgarische Sozialdemokratische Arbeiterpartei                                    | 1923–1940 (ab Mai 1934 illegal) | 28.000 (1931)                                                                                   | reformistisch, nationalistisch | Janko Sakasov (Mai 1923–1940, bis August 1925 im Wechsel mit Živko Topalović, Jugoslawien) |
| China                           | Sozialdemokratische Partei Chinas                                                 | August 1925–1940 | Mitglieder waren in Frankreich lebende Chinesen, keine Parteiorganisation in China nachweisbar  | reformistisch | |
| Dänemark                        | Sozialdemokratischer Bund in Dänemark                                             | 1923–1940 | 206.995 (1939)                                                                                  | reformistisch | Thorvald Stauning (Mai 1923–April 1924, Januar 1927–Mai 1929), Carl F. Madsen (Mai 1923–Oktober 1928), Alsing Andersen (April 1924–Januar 1927, Mai 1929–November 1935), Vilhelm Nygaard (Oktober 1928–Dezember 1936), Hans Hedtoft (November 1935–1940), Christian Jensen (Februar 1938–1940) |
| Deutsches Reich                 | Sozialdemokratische Partei Deutschlands                                           | 1923–1940 (im Juni 1933 verboten, verschiedene Emigrantengruppen, von denen die SAI nur die Sopade anerkannte)                                                                         | 971.499 (1932)                                                                                  | reformistisch | Arthur Crispien (Mai 1923–Mai 1936), Hermann Müller (Mai 1923–Juni 1928, Februar 1931–März 1931), Otto Wels (Mai 1923–Sommer 1938), Johannes Stelling (Juni 1928 – Februar 1931), Hans Vogel (1931–1938), Rudolf Hilferding (Mai 1936–1937, 1939/1940) |
| Estland                         | Estnische Sozialistische Arbeiterpartei                                           | 1923–1940 (1934 nach Errichtung der Päts-Diktatur faktisch gespalten, im März 1935 verboten, danach als Mitglied geführt, ohne noch zu existieren)                                     | 5.130 (1930)                                                                                    | reformistisch, nationalistisch, zentristische Minderheit                                                                                                   | August Rei (Februar 1931–November 1932, Dezember 1933–1937) |
| Finnland                        | Sozialdemokratische Partei Finnlands                                              | 1923–1940 | 32.897 (1939)                                                                                   | reformistisch, einflussreiche zentristische Minderheit um Wiik                                                                                             | Karl H. Wiik (Mai 1923–1938), J. W. Keto (1939/40) |
| Frankreich                      | Parti socialiste (Section française de l’Internationale ouvrière)                 | 1923–1940 | 275.377 (1938)                                                                                  | linksreformistisch, zentristisch, im November 1933 Abspaltung des rechten Parteiflügels, Einheits- bzw. Volksfrontbündnis mit der FKP 1934/36–1938         | Alexandre Bracke (Mai 1923–Mai 1936), Jean Longuet (Mai 1923–1939), Pierre Renaudel (August 1925 – Juni 1929, Juli 1930 – November 1933), Léon Blum (Juni 1929–Juli 1930, Mai 1934–Mai 1936, Juni 1939–1940), Jean-Baptiste Sévérac (November 1936–1940), Jean Zyromski (Mai–November 1936), Marceau Pivert (1938), Salomon Grumbach (1939–1940) |
| Freie Stadt Danzig              | Sozialdemokratische Partei der Freien Stadt Danzig                                | 1923–1940 (im Oktober 1936 verboten, danach als Mitglied geführt, ohne noch zu existieren)                                                                                             | 7.194 (1930)                                                                                    | reformistisch | Arthur Brill (Januar 1929–1936, bis Juli 1931 im Wechsel mit Johann Kowoll (DSAP, Polen)) |
| Georgien                        | Sozialdemokratische Arbeiterpartei Georgiens                                      | 1923–1940 (antikommunistische Emigrantengruppe mit Mitgliedern in Frankreich, Deutschland und den USA, von der SAI als Partei anerkannt)                                               |                                                                                                 | reformistisch, nationalistisch, extrem antikommunistisch                                                                                                   | Irakli Tsereteli (Mai 1923–Juli 1929), Constantin Gvardjaladze (Juli 1929–1940) |
| Vereinigtes Königreich          | Labour Party                                                                      | 1923–1940 | 2.662.067 (1939), mehrheitlich Mitglieder der korporativ angeschlossenen Gewerkschaften         | reformistisch | Arthur Henderson (Mai 1923–Januar 1924, Februar 1925–Juli 1929), Ramsay MacDonald (Mai 1923–Januar 1924), James Henry Thomas (Mai 1923–Januar 1924), Harry Gosling (Mai 1923–Januar 1924, Kassierer der SAI), Alexander Gordon Cameron (Januar 1924–Februar 1925), Charlie Cramp (Januar 1924–Oktober 1925), William Gillies (Juli 1929–1940), Joseph Compton (Oktober 1929–Januar 1937), George Dallas (Oktober 1936–1940), Hugh Dalton (Oktober 1936–1940), Arthur Jenkins (Januar 1937-Dezember 1937) |
| Vereinigtes Königreich          | Independent Labour Party                                                          | 1923–1933 (ausgetreten) | 40.000 (1930)                                                                                   | zentristisch | R. C. Wallhead (Februar 1924–August 1925, Kassierer der SAI), Clifford Allen (Januar 1924–November 1927), Fenner Brockway (November 1927–November 1932) |
| Griechenland                    | Sozialistische Partei Griechenlands                                               | 1923–1931 (1931 gespalten, 1933 von der SAI gestrichen) | 3.100 (1930)                                                                                    | wechselnde reformistische und zentristische Mehrheiten in der Parteiführung                                                                                | |
| Island                          | Sozialdemokratische Partei Islands                                                | 1926–1940 | 13.000 (1936)                                                                                   | reformistisch | |
| Königreich Italien              | Partito Socialista Unitario                                                       | 1923–1930 (im November 1925 verboten und aufgelöst, 1926 im Exil als PSULI wiedergegründet, 1930 mit der PSI vereinigt)                                                                | 31.000 (1925)                                                                                   | reformistisch | Giuseppe Emanuele Modigliani (Mai 1923–1938), Claudio Treves (Mai 1923–Juli 1930, August 1931–Juni 1933), Pietro Nenni (Juli 1930–Februar 1940), Franco Clerici (Juni 1933–März 1934) |
| Königreich Italien              | Partito Socialista Italiano                                                       | 1930–1940 (im Oktober 1926 verboten, 1930 mit der PSULI vereinigt und an deren Stelle Mitglied der SAI)                                                                                | 3.500 (1939)                                                                                    | zentristisch | Giuseppe Emanuele Modigliani (Mai 1923–1938), Claudio Treves (Mai 1923–Juli 1930, August 1931–Juni 1933), Pietro Nenni (Juli 1930–Februar 1940), Franco Clerici (Juni 1933–März 1934) |
| Jugoslawien                     | Sozialistische Partei Jugoslawiens                                                | 1923–1940 (im Januar 1929 aufgelöst, von der SAI dennoch weiter als Mitglied geführt, 1934 wiedergegründet, ab 1935 de facto illegal)                                                  | 4.000 (1927)                                                                                    | zentristisch | Živko Topalović (Mai 1923–Januar 1929, bis August 1925 im Wechsel mit Sakasov (Bulgarien), August 1925–Juni 1928 im Wechsel mit Bolesław Drobner, ab Juni 1928 im Wechsel mit Józef Kruk (beide USAP, Polen)) |
| Lettland                        | Lettische Sozialdemokratische Arbeiterpartei                                      | 1923–1940 (im Mai 1934 verboten, der linke Flügel war danach unter anderem Namen weiter illegal aktiv, aber nicht mehr Mitglied der SAI)                                               | 12.525 (1932)                                                                                   | reformistisch, zentristische Minderheit | Feliks Cielens (Mai 1923–April 1924, Februar 1928–April 1932, 1938–1940), Brūno Kalniņš (April 1924–Februar 1928), Fritz Menders (April 1932–1938) |
| Litauen                         | Litauische Sozialdemokratische Partei                                             | 1923–1940 (seit Dezember 1926 de facto illegal, 1935 verboten) | 3.000 (1926)                                                                                    | reformistisch | Steponzs Kairys (November 1931–November 1934) |
| Luxemburg                       | Arbeiterpartei Luxemburgs                                                         | 1923–1940 | 1.226 (1930)                                                                                    | reformistisch | Jean Fohrmann (Februar 1936–1939), Alphonse Hummer (1939–1940) |
| Niederlande                     | Sozialdemokratische Arbeiterpartei                                                | 1923–1940 | 82.145 (1939)                                                                                   | reformistisch | Pieter Jelles Troelstra (Mai 1923–Mai 1925), Willem Vliegen (Mai 1925–1930), Floor Wibaut (August 1925–April 1935), Willem Albarda (April 1930–August 1939), Koos Vorrink (April 1935–1940) |
| Norwegen                        | Sozialdemokratische Arbeiterpartei Norwegens                                      | 1923–1927 (Vereinigung mit der DNA) | 11.000 (1925)                                                                                   | reformistisch, rechte Abspaltung der DNA | Magnus Nilssen (Mai 1923–Januar 1927) |
| Norwegen                        | Norwegische Arbeiterpartei                                                        | 1938–1940 | 170.889 (1938)                                                                                  | 1921–23 Mitglied der KI, 1927 Vereinigung mit der NSA, reformistische Neuausrichtung                                                                       | Martin Tranmæl (1939–1940), Einar Gerhardsen (1939–1940) |
| Österreich                      | Sozialdemokratische Arbeiterpartei Österreichs                                    | 1923–1940 (1934 verboten, illegale Neugründung als RSÖ, nach dem „Anschluss“ im März 1938 erneut zerschlagen)                                                                          | 648.497 (1932)                                                                                  | zentristisch | Otto Bauer (Mai 1923–Juli 1938), Ferdinand Skaret (Mai 1923–Oktober 1931), Robert Danneberg (Oktober 1931–Dezember 1935), Karl Seitz (Oktober 1931–Dezember 1935), Franz Korac (Dezember 1935–1938), Joseph Buttinger (1939/1940, unter dem Pseudonym Gustav Richter) |
| Österreich                      | Tschechoslowakische Sozialdemokratische Arbeiterpartei in der Republik Österreich | 1923–1940 (1934 verboten) | 8.760 (1930), Mitglieder waren vorwiegend in Wien lebende tschechische und slowakische Arbeiter | zentristisch | Alois Wawrousek (August 1925–1937) |
| Völkerbundsmandat für Palästina | Poale Zion                                                                        | 1923–1930 (internationale Organisation, von der SAI formal als sozialdemokratische Partei Palästinas geführt)                                                                          | 5.650 in Palästina (1930)                                                                       | zentristisch | Shlomo Kaplansky (bis Juni 1924 im Wechsel mit Mikayel Varandjan, August 1925–1940) |
| Völkerbundsmandat für Palästina | Mapai                                                                             | 1930–1940 (im Mai 1930 von der SAI anstelle der Poale Zion als „jüdische Sektion der SAI in Palästina“ anerkannt)                                                                      | 15.000 (1938)                                                                                   | reformistisch, nationalistisch | Shlomo Kaplansky (bis Juni 1924 im Wechsel mit Mikayel Varandjan, August 1925–1940) |
| Polen                           | Polnische Sozialistische Partei                                                   | 1923–1939 (nach Errichtung des Sanacja-Regimes 1926/28 Abspaltung des linken und des rechten Flügels, nach 1930 phasenweise faktisch illegal, Ende September 1939 offiziell aufgelöst) | 60.000 (1930)                                                                                   | reformistisch, nach 1934 zentristische Neuausrichtung, Annäherung an die KP Polens                                                                         | Herman Diamand (Mai 1923 – Februar 1931), Mieczysław Niedziałkowski (August 1925–1940), Herman Lieberman (1931–1940) |
| Polen                           | Deutsche Sozialistische Arbeitspartei                                             | 1925–1940 | 11.759 (1937)                                                                                   | 1928 Abspaltung des reformistisch-deutschnationalen Flügels, nach 1933 zunehmende Radikalisierung, Unterstützung der kommunistischen Einheitsfront-Politik | Johann Kowoll (Januar 1929–Juni 1936, bis Juli 1931 im Wechsel mit Arthur Brill (Danzig), seit Juli 1931 im Wechsel mit Emanuel Chobot (PSPR, Tschechoslowakei)); Emil Zerbe (Juni 1936–1940) |
| Polen                           | Unabhängige Sozialistische Arbeiterpartei                                         | 1923–1933 (ausgetreten) | 3.500 (1930)                                                                                    | zentristisch, linke Abspaltung der PPS | Bolesław Drobner (Mai 1923–Juni 1928), Józef Kruk (Juni 1928–Oktober 1933), beide im Wechsel mit Topalović (Jugoslawien) |
| Polen                           | Allgemeiner jüdischer Arbeiterbund "Bund" in Polen                                | 1930–1940 | 15.000 (1931)                                                                                   | zentristisch | Henryk Erlich (Dezember 1930–1940) |
| Polen                           | Ukrainische Sozialistisch-Radikale Partei                                         | 1931–1940 |                                                                                                 | zentristisch | Matwij Stachiw (August 1931–1940) |
| Portugal                        | Portugiesische Sozialistische Partei                                              | März 1925–1940 (im März 1933 verboten, danach als Mitglied geführt, ohne noch zu existieren)                                                                                           |                                                                                                 | | |
| Rumänien                        | Sozialdemokratische Partei Rumäniens                                              | 1923–1940 (im Februar 1938 verboten) | 6.114 (1936)                                                                                    | reformistisch, zentristische Minderheit | Şerban Voinea (Mai 1923–Dezember 1923), Iakob Pistiner (Mai 1923–August 1930), Gheorghe Grigorovici (Januar 1931–Mai 1933), Ilie Moscovici (Mai 1933–1940) |
| Russland                        | Sozialdemokratische Arbeiterpartei Russlands/Menschewiki                          | 1923–1940 (antikommunistische Emigrantengruppe mit Sitz in Berlin (bis 1933) bzw. Paris (bis 1940), von der SAI als Partei anerkannt)                                                  |                                                                                                 | zentristisch | Rafael A. Abramowitsch (Mai 1923–1940) |
| Russland                        | Partei der Sozialisten-Revolutionäre                                              | 1923–1940 (antikommunistische Emigrantengruppe mit Sitz in Prag, von der SAI als Partei anerkannt, 1928 weitgehend zerfallen)                                                          |                                                                                                 | reformistisch, extrem antikommunistisch | Vassilij V. Suchomlin (Mai 1923–Mai 1930), Wiktor Tschernow (Mai 1923–1940) |
| Schweden                        | Sozialdemokratische Arbeiterpartei Schwedens                                      | 1923–1940 | 450.831 (1939)                                                                                  | reformistisch | Hjalmar Branting (Mai 1923–Oktober 1924), Gustav Moeller (Mai 1923–Oktober 1924, Juli 1926–September 1932), Arthur Engberg (Oktober 1924–Juli 1926), Rickard Lindström (Oktober 1924–Juli 1926, September 1932–1940), Per Albin Hansson (Juli 1926–September 1932), Zeth Höglund (September 1932–1940) |
| Schweiz                         | Sozialdemokratische Partei der Schweiz                                            | 1927–1940 | 50.599 (1936), 37.129 (1939)                                                                    | zentristisch, seit 1935 zunehmend reformistisch | Robert Grimm (Januar 1927–1940) |
| Spanien                         | Spanische Sozialistische Arbeiterpartei                                           | 1923–1940 | 90.000 (1936)                                                                                   | zentristisch | Julián Besteiro (Mai 1924–Oktober 1932), Francisco Largo Caballero (Oktober 1932–November 1932, September 1933–September 1936), Remigio Cabello (November 1932–September 1933), Fernando de los Ríos (September 1933–1937), Manuel Cordero (September 1933–1938) |
| Tschechoslowakei                | Tschechoslowakische Sozialdemokratische Arbeiterpartei                            | 1923–1940 (1938 Austritt und Selbstauflösung, dennoch weiter als Mitglied geführt) | 163.000 (1937)                                                                                  | reformistisch | Antonín Němec (Mai 1924–August 1925), František Soukup (August 1925–September 1938), Leo Winter (August 1931–August 1935), Josef Stivín (August 1935–September 1938), Gustav Winter (1937–1938) |
| Tschechoslowakei                | Deutsche Sozialdemokratische Arbeiterpartei in der Tschechoslowakischen Republik  | 1923–1940 (Selbstauflösung, dennoch weiter als Mitglied geführt) | 80.949 (1929), 12.000 (1937)                                                                    | reformistisch | Ludwig Czech (Mai 1923–Februar 1930), Siegfried Taub (Februar 1930–1938), Wenzel Jaksch (1939–1940) für die Exilgruppe in Großbritannien |
| Tschechoslowakei                | Ungarische Sozialdemokratische Arbeiterpartei                                     | 1923–1926 (1926/27 in der TSDAP bzw. der DSDAP aufgegangen) | 3060 (1925)                                                                                     | reformistisch | |
| Tschechoslowakei                | Polnische Sozialistische Arbeiterpartei                                           | 1923–1938 (in der PPS aufgegangen) | 1.000 (1937)                                                                                    | reformistisch | Emanuel Chobot (ab Juli 1931 im Wechsel mit Johann Kowoll, DSAP, Polen) |
| Tschechoslowakei                | Sozialdemokratische Arbeiterpartei Karpatho-Russlands                             | 1923–1930 (1930 in der TSDAP aufgegangen) | 3.500 (1927)                                                                                    | reformistisch | |
| Tschechoslowakei                | Sozialistische Vereinigung                                                        | 1923–1925 (Austritt und Anschluss an die KPTsch) | 15.000 (1923)                                                                                   | zentristisch | |
| Türkei                          | Türkische Sozialistische Partei                                                   | 1923–1929 (gestrichen) | illegal, wahrscheinlich schon 1922 aufgelöst                                                    | reformistisch | |
| Ungarn                          | Sozialdemokratische Partei Ungarns                                                | 1923–1940 | 150.156 (1930)                                                                                  | reformistisch, zentristische Minderheit | Gyula Peidl (Februar 1924–Oktober 1928), Ernö Garami (Mai 1930–März 1931), Emanuel Buchinger (März 1931–1940) |
| Ungarn                          | Sozialistische Emigrantengruppe Világosság                                        | 1923–1940 | 2.600 (1930), Emigrantengruppe in Österreich um Zsigmond Kunfi                                  | zentristisch | Vilmos Böhm (August 1931–1940) |
| Ukrainische Volksrepublik       | Ukrainische Sozialdemokratische Arbeiterpartei                                    | 1923–1940 (antikommunistische Emigrantengruppe, von der SAI als Partei anerkannt) |                                                                                                 | reformistisch, nationalistisch | Osyp Bezpalko (Juni 1924–Februar 1929), Panas Fedenko (Februar 1929–1938) |
| Uruguay                         | Sozialistische Partei Uruguays                                                    | 1932–1940 (1933–1938 verboten) | 480 (1931)                                                                                      | reformistisch | |
| Vereinigte Staaten              | Socialist Party                                                                   | 1923–1940 | 11.922 (1936), 6.500 (1937)                                                                     | seit 1919 reformistische, seit 1934 zentristische Mehrheit in der Parteiführung, 1936 Abspaltung des rechten Flügels                                       | Victor L. Berger (Mai 1923–August 1929), Morris Hillquit (Mai 1923–Oktober 1933), Norman Thomas (Dezember 1932–1940), James Oneal (November 1933–Oktober 1935), Devere Allen (Oktober 1935–1936) |